# NGC 1782
NGC 1782 is een open sterrenhoop in het sterrenbeeld Goudvis. Het hemelobject werd op 16 december 1835 ontdekt door de Britse astronoom John Herschel.

## Synoniemen
- ESO 56-SC36